# Marmarth
La ville de Marmarth (en anglais [ˈmɑrməθ]) est située dans le comté de Slope, dans l’État du Dakota du Nord, aux États-Unis. Lors du recensement de 2010, sa population s’élevait à 136 habitants, ce qui en fait la localité la plus peuplée du comté.

## Histoire
Marmarth a été fondée en 1907. Avant cette date le site s’appelait Neva, en souvenir de Neva Hugues, qui tenait le premier bureau de poste.

## Démographie
| 1910 | 1920  | 1930 | 1940 | 1950 | 1960 |
| ---- | ----- | ---- | ---- | ---- | ---- |
| 790  | 1 318 | 721  | 626  | 469  | 319  |

| 1970 | 1980 | 1990 | 2000 | 2010 | - |
| ---- | ---- | ---- | ---- | ---- | - |
| 247  | 190  | 144  | 140  | 136  | - |